# Eisai
Eisai Co., Ltd. é uma das principais companhias farmacêuticas mundiais. Está entre os 25 primeiros lugares do ranking mundial. Com sede em Tóquio, no Japão, tem 9 000 funcionários, entre os quais cerca de 1 500 na área de pesquisa. Duas das principais moléculas desenvolvidas pela Eisai são o donepezil (Aricept) e rabeprazole (Aciphex).